# 托馬斯·桑德霍姆
托馬斯·桑德霍姆是卡內基美隆大學的安傑爾·喬丹大學計算機科學教授，也是一位連續創業家，研究重點為人工智慧、經濟學與作業研究的交叉。

## 早年生活和教育
桑德霍姆出生於芬蘭。他以優異的成績獲得了工業工程和管理科學的工程學碩士學位。他在美國繼續接受教育，並取得麻薩諸塞大學阿默斯特分校計算機科學碩士和博士學位。

## 職業生涯
桑德霍姆在多個領域都有貢獻，包括人工智慧、賽局理論，以及真實世界的應用，例如器官交換和電子市場。他在人工智慧與賽局裡論領域的成就包括開發出Libratus與Pluribus，這兩個人工智慧系統曾在撲克遊戲中擊敗頂尖的人類玩家，引起全球矚目。
他透過實施國家腎臟交易所的演算法來影響實際應用，並成立了數家公司，包括CombineNet, Inc.、Strategy Robot, Inc.，將他的研究應用於廣告和國防等領域。

## 榮譽
桑德霍姆的工作贏得了許多獎項，例如IJCAI約翰·麥卡錫獎（IJCAI John McCarthy Award）和范尼瓦爾·布希教職員獎金（Vannevar Bush Faculty Fellowship）。他是計算機協會、人工智慧促進協會、作業研究與管理科學研究所和美國文理科學院的會士。

## 個人生活
桑德霍姆早年是芬蘭空軍的少尉飛行員。此外，他在運動方面也獲得肯定，1987年在芬蘭滑浪風帆比賽中獲得冠軍。